# Grijze spitskopmot
De grijze spitskopmot (Ypsolopha horridella) is een vlinder uit de familie spitskopmotten (Ypsolophidae). De wetenschappelijke naam is voor het eerst geldig gepubliceerd in 1835 door Treitschke.
De soort komt voor in Europa.